# Silazane

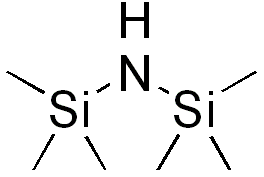
la bis(triméthylsilyl)amine est l'héxaméthyl disilazane..

Un silazane est un composé chimique comprenant au moins un atome d'azote N lié par covalence à un atome d'hydrogène H et à deux atomes de silicium Si (motif Si–NH–Si)[réf. souhaitée]. Il s'agit d'un analogue des siloxanes dans lesquels le pont –O– est remplacé par un pont –NH– ce pourquoi L'IUPAC les définit comme des « (en) Saturated silicon-nitrogen hydrides, having straight or branched chains. They are analogous in structure to siloxanes with –NH– replacing –O– , [...] By extension hydrocarbyl derivatives are commonly included. » Ils peuvent présenter une chaîne d'atomes linéaire ou ramifiée. Le trisilazane, soit H3Si–NH–SiH2–NH–SiH3, soit N(SiH3)3 ou soit N(SiH3)2–SiH2–NH2,  etc., en est un exemple. Ainsi NH2–Si(CH3)2CH2CH2COCH3 n'est pas à proprement parler un silazane.